# Lutz Hasse (Verwaltungsjurist)

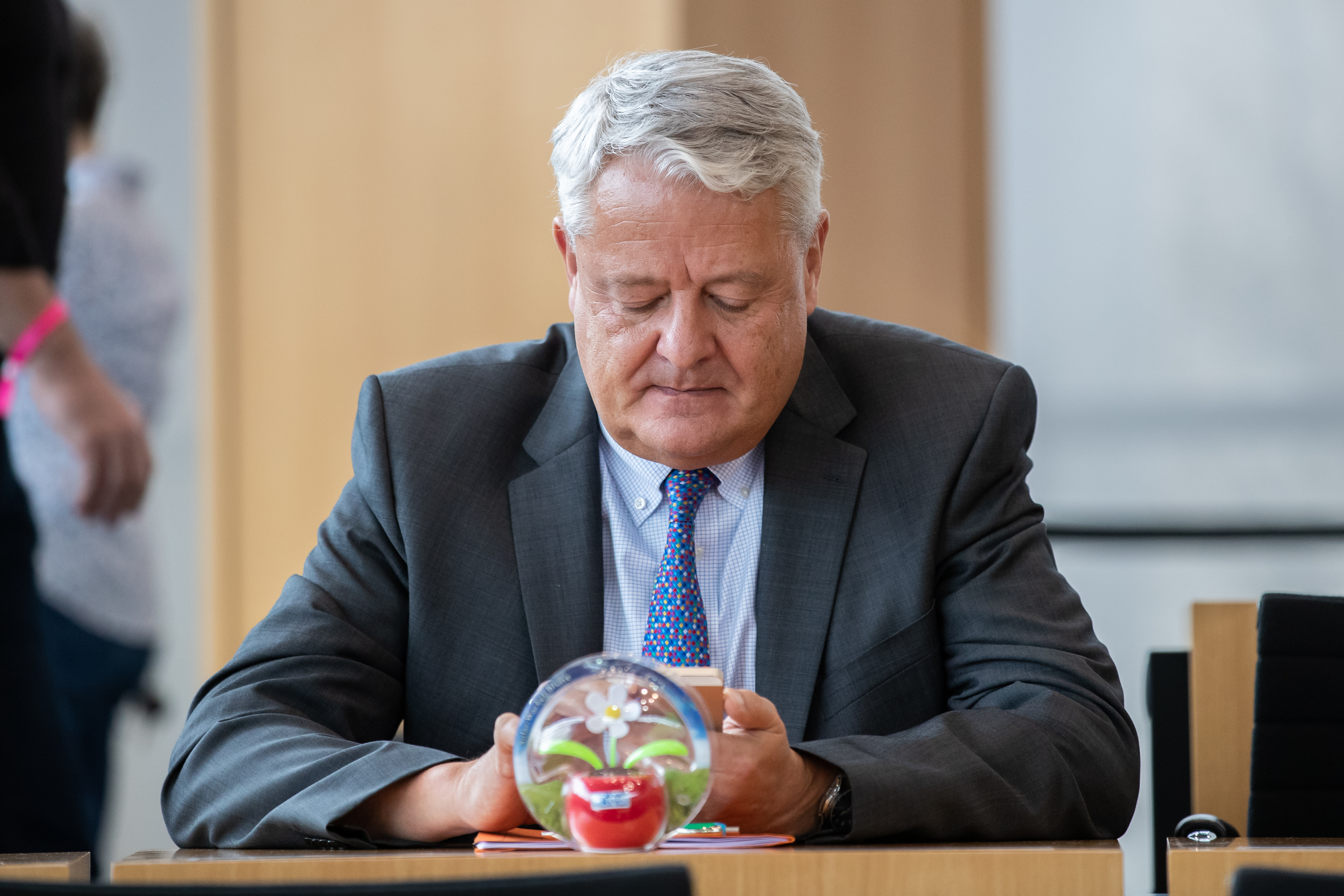
Lutz Hasse bei der Neuwahl des Thüringer Ministerpräsidenten 2020

Lutz Hasse (* 1959) ist ein deutscher Jurist. Er war von 2012 bis 2024 der thüringische Landesdatenschutzbeauftragte.

## Leben
Hasse studierte Rechtswissenschaft und arbeitete ab 2007 im Sozialministerium des Freistaats Thüringen, wo er Referatsleiter für Seniorenpolitik und Pflege war. Auf Antrag der CDU- und SPD-Fraktion wurde er 2012 zum Landesbeauftragten für Datenschutz in Thüringen gewählt und 2018 in seinem Amt bestätigt. Hasse konnte nicht noch einmal wiedergewählt werden. Sein Nachfolger wurde Tino Melzer.
Hasse hält an der Friedrich-Schiller-Universität in Jena als Lehrbeauftragter der Rechtswissenschaftlichen Fakultät Vorlesungen zum Thema Datenschutz.